# Larry Mullen Jr.
Lawrence Joseph "Larry" Mullen, Jr. (Dublin, 1961. október 31. –) az ír U2 együttes dobosa. Ő volt az együttes alapítója, ami kezdetben "The Larry Mullen Band" nevet kapta. Dobjátéka igen figyelemre méltó, többek között a Sunday Bloody Sunday és a Bullett the Blue sky című zeneszámoknál. Számos híres projecten dolgozott karrierje során, mint pl az R.E.M.-mel, az 1993-as Automatic Baby-n, és a U2 együttes basszusgitárosával a Mission: Impossible film betétdalán, 1996-ban. Ő és a U2 számos díjat vehettek át, beleértve a 22 Grammy-díjat is.

## Pályafutása
Larry, Larry és Maureen Mullen egyetlen fiúgyermeke 1961. október 31-én született, Dublin (Írország) északi részén Artane-ben. Itt is nőtt fel. 1970-ben, 9 évesen kezdett el dobolni Joe Bonnie kezei alatt, majd később Bonnie lánya, Monica segítségével. 1971-ben megismerkedett édesapja egyik régi barátjával, Wesley Kerr-rel, aki az oktatója volt egészen 1973-ig, Larry legfiatalabb húgának, Mary-nek a haláláig. 1978-ban, két évvel a U2 együttes megalapítása után egy autóbaleset következtében elhunyt az édesanyja is.
A U2 alapítását megelőzően segédkezett egy dublini katonai együttesnél. Számos későbbi dalt ihletett ez az időszak, mint például a "Sunday Bloody Sunday" című számot is. 1976-ban Larry egy még ma is híres hirdetés segítségével (amit Mount Temple nevű iskolájában tett közzé) megalapította a U2 együttest, amit Larry Mullen Band-nek, majd Feedback-nek neveztek el. Itt még 7 tagú volt a zenekar, majd amikor a The Hype nevet vették fel, már csak 5-en voltak (Bono, The Edge, Adam, Larry és The Edge testvére Dick Evans). Később Dick kiválásával kialakult az azóta hasonló felállásban játszó négytagú U2.
"Dobos keres zenészeket együttes alapításához..."
Amikor a U2 egyre híresebb kezdett lenni, Larry Mullen felvette a juniort a neve mellé, elkerülendő az édesapjával (Larry Mullen) való összetévesztést, aki magas számlákat kapott a fia helyett. Larrynek nincs felesége, de már több mint 20 éve a barátnőjével Ann Acheson-nal él. Eddig 3 gyermekük született: Aaron Elvis (1995), Ava (1998), és Eli (2001).
Larry unokatestvére, Eolin Mullen, a Shamrock Rovers futballistája 1994-ben csapatával megnyerte az ír futballbajnokság 1994-es szezonját.
Larry Mullen Junior a dobolás mellett a szintetizátoron is megállja a helyét, odavan a Harley-Davidson motorokért, és nagy rajongója a királynak, Elvis Presley-nek.